# Distrikt San Juan de Chacña
Der Distrikt San Juan de Chacña liegt in der Provinz Aymaraes in der Region Apurímac im zentralen Süden von Peru. Der Distrikt wurde am 17. April 1964 gegründet. Er besitzt eine Fläche von 96,2 km². Beim Zensus 2017 wurden 799 Einwohner gezählt. Im Jahr 1993 lag die Einwohnerzahl bei 1181, im Jahr 2007 bei 908. Die Distriktverwaltung befindet sich in der 2854 m hoch gelegenen Ortschaft San Juan de Chacña mit 655 Einwohnern (Stand 2017). San Juan de Chacña liegt knapp 42 km nordnordöstlich der Provinzhauptstadt Chalhuanca.

## Geographische Lage
Der Distrikt San Juan de Chacña liegt im Andenhochland im Norden der Provinz Aymaraes. Der Río Chacña entwässert das Areal nach Süden zum Río Chalhuanca.
Der Distrikt San Juan de Chacña grenzt im Westen an den Distrikt Lucre, im Norden an den Distrikt San Jerónimo (Provinz Andahuaylas) sowie im Osten und im Süden an den Distrikt Tintay.